# لیلا
لیلا (به عربی: لیلی) ، (به عبری: לילה) نامی است دخترانه به معنی شب و نام افراد سرشناس زیر بوده‌است:
- لیلا اسفندیاری، کوهنورد، هیمالیانورد
- لیلا اوتادی، بازیگر
- لیلا برخورداری، بازیگر
- لیلا بلوکات، بازیگر
- لیلا بنت منهال
- لیلا پهلوی
- لیلا حاتمی، بازیگر
- لیلا خالد
- لیلا دختر ابی مره
- لیلا زانا
- لیلا علی، دختر محمد علی کلی
- لیلا فروهر، خواننده و بازیگر
- لیلا قاسم
- لیلا کسری، ترانه سرا
- لیلا گنجر
- لیلا میلانی
- لیلا وزیری
- لیلی مراد
- لیلی و مجنون
- لیلا اسدی محل چالی